# Crystal Palace F.C.
Crystal Palace F.C. là 1 câu lạc bộ bóng đá Anh ở phía nam Luân Đôn, Anh. Mùa giải 2012-2013, Palace vô địch giải Hạng nhất Anh, thăng hạng và lên chơi ở Giải bóng đá Ngoại hạng Anh sau khi đánh bại Watford F.C. ở trận play-off. Màu sắc của đội là đỏ và xanh mặc dù có một chút màu rượu nho, xanh nhạt của Aston Villa F.C. ở những năm đầu,những năm sau đó Palace có áo màu trắng lấy cảm hứng từ Real Madrid F.C.. Câu lạc bộ được các công nhân thành lập vào năm 1905 tại Cung điện Thủy tinh ở Luân Đôn.
Giai đoạn thành công gần đây nhất của câu lạc bộ là giai đoạn 1988-1989 khi họ giành vị trí thứ ba ở Giải hạng hai và sau đó được thăng lên Giải hạng nhất. Đội tiến sâu vào chung kết Cúp FA năm 1990 và chỉ chịu thua trong trận replay gặp Manchester United. Họ xếp thứ ba ở Giải hạng nhất mùa bóng 1990-1991. Crystal Palace là thành viên sáng lập Giải bóng đá Ngoại hạng Anh (1992-1993) nhưng lại bị xuống hạng cuối giải đấu đó. Tính đến nay, đội đã xen kẽ bị giáng hạng và thăng hạng lên Giải Ngoại hạng đến 4 lần. Lần xuống hạng gần đây nhất là mùa bóng 2004-2005.
Ban đầu sân nhà của Crystal Palace là ở The Crystal Palace, nhưng do Chiến tranh thế giới lần thứ nhất buộc họ phải dời đi nơi khác, và họ đã có một mùa giải chơi ở hai sân nhà là Herne Hill Velodrome và The Nest. Từ năm 1925, sân nhà của Palace là ở Selhurst Park.

## Lịch sử
Crystal Palace vốn là một đội bóng nghiệp dư được thành lập vào năm 1861 và là một trong những CLB đầu tiên thi đấu ở Cúp FA,vào được tới bán kết, và bị đánh bại bởi CLB Royal Engineers A.F.C.. Đội biến mất khỏi Cúp FA (không được thi đấu) khi để thua Wanderers 3-0 ở vòng hai Cúp FA 1875-1876, nhưng đây không phải là lần cuối Palace chơi ở FA Cup. Năm 1985, sân nhà của trận chung kết Cúp FA là ở The Crystal Palace, các ông chủ đã có ý tưởng để cho đội bóng được chơi ở Cúp FA một lần nữa.
Ban đầu, biệt danh của CLB là "The Glazier", được đặt vào ngày 10 tháng 9 năm 1905 theo sự chỉ dẫn của trợ lý thư ký Aston Villa Edmun Goodman. CLB được chơi cho Giải bóng đá hạng nhất Anh cùng với Chelsea và Southampton. Đội rớt hạng xuống Giải hạng nhì Anh ở mùa 1905-1906, nhưng đã giành chức vô địch ở mùa giải đầu tiên và được thăng hạng trở lại.

## Đội hình

### Đội hình hiện tại
Tính đến ngày 30 tháng 6 năm 2023
Ghi chú: Quốc kỳ chỉ đội tuyển quốc gia được xác định rõ trong điều lệ tư cách FIFA. Các cầu thủ có thể giữ hơn một quốc tịch ngoài FIFA.
| Số | VT | Quốc gia    | Cầu thủ              |
| -- | -- | ----------- | -------------------- |
| 2  | HV | Anh         | Joel Ward            |
| 3  | HV | Anh         | Tyrick Mitchell      |
| 5  | HV | Anh         | James Tomkins        |
| 6  | HV | Anh         | Marc Guéhi           |
| 7  | TV | Pháp        | Michael Olise        |
| 9  | TĐ | Ghana       | Jordan Ayew          |
| 10 | TV | Anh         | Eberechi Eze         |
| 11 | TĐ | Bờ Biển Ngà | Wilfried Zaha        |
| 13 | TM | Tây Ban Nha | Vicente Guaita       |
| 14 | TĐ | Pháp        | Jean-Philippe Mateta |
| 15 | TV | Ghana       | Jeffrey Schlupp      |
| 16 | HV | Đan Mạch    | Joachim Andersen     |

| Số | VT | Quốc gia | Cầu thủ          |
| -- | -- | -------- | ---------------- |
| 17 | HV | Anh      | Nathaniel Clyne  |
| 19 | TV | Anh      | Will Hughes      |
| 21 | TM | Anh      | Sam Johnstone    |
| 22 | TĐ | Pháp     | Odsonne Édouard  |
| 26 | HV | Hoa Kỳ   | Chris Richards   |
| 28 | TV | Mali     | Cheick Doucouré  |
| 29 | TV | Pháp     | Naouirou Ahamada |
| 36 | HV | Anh      | Nathan Ferguson  |
| 44 | HV | Hà Lan   | Jaïro Riedewald  |
| —  | TV | Colombia | Jefferson Lerma  |
| —  | TV | Anh      | Malcolm Ebiowei  |
| —  | TM | Anh      | Remi Matthews    |

### Đội hình xuất sắc nhất mọi thời đại
Đội hình được bầu chọn bởi người hâm mộ.
- Nigel Martyn (1989–96)
- Kenny Sansom (1975–80)
- Chris Coleman (1991–95)
- Jim Cannon (1972–88)
- Paul Hinshelwood (1974–83)
- John Salako (1986–95)
- Geoff Thomas (1987–93)
- Andy Gray (1984–87,1989–92)
- Attilio Lombardo (1997–99)
- Andrew Johnson (2002–06)
- Ian Wright (1985–91)

### Cầu thủ của năm
| Năm  | Người chiến thắng |
| ---- | ----------------- |
| 1972 | John McCormick    |
| 1973 | Tony Taylor       |
| 1974 | Peter Taylor      |
| 1975 | Derek Jeffries    |
| 1976 | Peter Taylor      |
| 1977 | Kenny Sansom      |
| 1978 | Jim Cannon        |
| 1979 | Kenny Sansom      |
| 1980 | Paul Hinshelwood  |
| 1981 | Paul Hinshelwood  |
| 1982 | Paul Barron       |
| 1983 | Jerry Murphy      |
| 1984 | Billy Gilbert     |
| 1985 | Jim Cannon        |
| 1986 | George Wood       |

| Năm  | Người chiến thắng |
| ---- | ----------------- |
| 1987 | Jim Cannon        |
| 1988 | Geoff Thomas      |
| 1989 | Ian Wright        |
| 1990 | Mark Bright       |
| 1991 | Geoff Thomas      |
| 1992 | Eddie McGoldrick  |
| 1993 | Andy Thorn        |
| 1994 | Chris Coleman     |
| 1995 | Richard Shaw      |
| 1996 | Andy Roberts      |
| 1997 | David Hopkin      |
| 1998 | Marc Edworthy     |
| 1999 | Hayden Mullins    |
| 2000 | Andy Linighan     |
| 2001 | Phạm Chí Nghị     |

| Năm  | Người chiến thắng |
| ---- | ----------------- |
| 2002 | Dougie Freedman   |
| 2003 | Hayden Mullins    |
| 2004 | Andrew Johnson    |
| 2005 | Andrew Johnson    |
| 2006 | Emmerson Boyce    |
| 2007 | Leon Cort         |
| 2008 | Julián Speroni    |
| 2009 | Julián Speroni    |
| 2010 | Julián Speroni    |
| 2011 | Nathaniel Clyne   |
| 2012 | Jonathan Parr     |
| 2013 | Mile Jedinak      |

## Danh hiệu
- Second Division / First Division / Championship (cấp độ 2) 
  - Vô địch: 1978–79, 1993–94
  - Á quân: 1968–69
  - Play-off winners (4) (record): 1989, 1997, 2004, 2013
- Third Division / Third Division South (cấp độ 3)
  - Vô địch: 1920–21
  - Á quân: 1928–29, 1930–31, 1938–39, 1963–64
- Fourth Division (cấp độ 4)
  - Á quân: 1960–61

- FA Cup
  - Vô địch: 2024–25
  - Á quân: 1989–90, 2015–16

- Full Members Cup[A]
  - Vô địch: 1990–91